# 阿列克謝·謝爾蓋耶維奇·葉爾莫洛夫

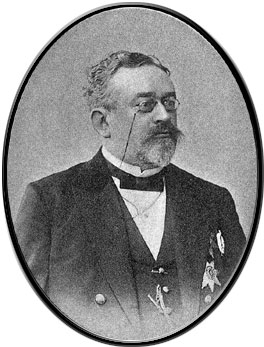
葉爾莫洛夫

阿列克謝·謝爾蓋耶維奇·葉爾莫洛夫（羅馬化：Aleksey Sergeyevich Yermolov；1847年11月12日—1917年1月4日），俄羅斯帝國政治人物。